# Un angolo di paradiso
Un angolo di paradiso intitolato Alle porte del Paradiso per la prima edizione italiana degli anni '30 (Our Little Girl, La nostra bambina) è un film di John S. Robertson del 1935, fra i campioni d'incasso di quell'anno.
La protagonista è la piccola Shirley Temple che, a sette anni, era qui già al suo ventinovesimo film.

## Trama
La piccola Penny, una bimba di cinque anni, è triste perché il padre, un medico ricercatore, non ha molto tempo per stare in famiglia; vorrebbe trascorrere il suo compleanno in un luogo di villeggiatura sulla riva di un lago che hanno denominato "il loro angolo di paradiso". Purtroppo, le cose fra i suoi genitori vanno sempre peggio, così decide di fuggire di casa per andarci da sola. Il padre la ritrova dopo che ha imparato a nuotare nel lago. I suoi genitori, dopo un tale spavento, tornano insieme.

## Produzione
Il film fu prodotto dalla Fox Film Corporation. Venne girato con il titolo di lavorazione Heaven's Gate in California, al Lago Sherwood dall'11 febbraio al 23 marzo 1935. In aprile, la produzione fece girare delle scene aggiunte.

## Distribuzione
Distribuito dalla Fox Film Corporation, uscì nelle sale cinematografiche statunitensi il 17 maggio 1935. A New York, fu presentato il 6 giugno 1935. In Italia venne presentato nell febbraio 1936, ma la sua programmazione dovette subire un rinvio a causa della bocciatura ricevuta dalla censura sia in primo che in secondo grado. Poté poi essere distribuito, dopo una revisione ed un secondo esame, nel marzo dello stesso anno.